# BCPL
BCPL (Basic Combined Programming Language (Linguagem de Programação Básica Combinada)) é uma linguagem de programação procedural, imperativa e estruturada. Originalmente destinada a escrita de compiladores, BCPL não está mais em uso. Porém sua influência ainda é sentida devido a versão reduzida e mudada sintaticamente, chamada de B, foi a linguagem em que a linguagem de programação C foi baseada. BCPL introduziu várias características de muitas linguagens de programação modernas, incluindo o uso de chaves para delimitar blocos de código. BCPL foi implementada pela primeira vez Martin Richards, da Universidade de Cambridge em 1967.

## Exemplo
O famoso Programa Olá Mundo, escrito em BCPL:
```
GET "LIBHDR"

LET START () BE
$(
   WRITES ("Olá, Mundo!*N")
$)

```